# Xaubub
Der Berg Xaubub ist einer der höchsten Gipfel in Somalia. Er ist 2380 m hoch. Er befindet sich im Somali-Hochland in Nord-Somalia, nordwestlich von Erigabo.

## Geographie
Der Xaubub ist Teil der Buuraha Surud Cad und liegt nur etwa 2 km östlich des höchsten Gipfels Shimbiris. Er liegt auf dem Gebiet des international nicht anerkannten Somaliland.